# Cleyton Rafael Lima da Silva
Cleyton Rafael Lima da Silva, meglio noto come Cleyton (Campo Grande, 24 febbraio 1990), è un calciatore brasiliano, centrocampista del Goiânia.

## Carriera

### Club
Ha giocato nella massima serie portoghese e nella seconda divisione brasiliana.